# Anton Orel
Anton Orel, slovenski operni pevec, * 11. oktober 1914, Radovljica, † 18. september 1948, Ljubljana.
Solopetje je študiral na glasbenem konservatoriju v Ljubljani (J. Betetto) in se izpopolnjeval na Dunaju. V letih 1937−1940 je kot basist nastopal v manjših vlogah v ljubljanski operi, od 1942-1945 pa je bil angažiran v Weimarju (Nemčija) kot pevec v Wagnerjevih operah. Po koncu vojne se je vrnil v ljubljansko Opero in nastopal v vodilnih basovskih in bas-baritonskih vlogah.